# Mauricio González de la Garza
Mauricio González de la Garza (* 6 de octubre de 1923–1995) fue un escritor, periodista y compositor mexicano.
Nació en Nuevo Laredo, Tamaulipas, México. Desde una temprana edad, en las palabras de su hermana, Josefina, Mauricio González de la Garza mostró una gran inteligencia, simpatía, generosidad y bondad natural.
González de la Garza se doctoró en Filosofía en la Universidad Autónoma de México, UNAM, al igual que en Psicología.
Escribió una columna sindicalizada nacionalmente en México, bajo el título "Mauricio Dice". La columna aparecía regularmente en el diario Excélsior, entre otros. El doctor González de la Garza, un "apasionado y valiente editorialista por México", usó su pluma contra aquellos que pretendieran dañar a México o sus ciudadanos. Nunca vaciló en hablar la verdad, sin miras a su seguridad personal ni a quien pudiera incomodarse por su hablar la verdad. Solo después de que Mauricio González de la Garza se atrevió a criticar a poderosos personajes políticos siguieron otros su ejemplo, ayudando así a traer una era más justa y democrática en México.
Durante la presidencia de José López Portillo, la publicación de Última Llamada forzó al doctor González de la Garza a vivir en el exilio en Falfurrias, Texas.
González de la Garza se realizó también como pianista y compositor, escribiendo varias composiciones musicales, y logrando éxito nacional con su obra Polvo Enamorado, interpretada por José José.

## Lista parcial de Obras Publicadas
- Río de la misericordia (1965)
- El Padre Prior, Editorial Diógenes (1971)
- Rey de oros (1972)
- Abel o Purgatorio de Amor (1977, novela)
- El Fin del Reino  (1977)
- Última Llamada (1980)
- Carta Abierta a Miguel de la Madrid, con copia a los mexicanos - (ISBN 968-433-238-6; 1988; Editorial Posada)
- El milagro azul (1988)
- Diluvio, Editorial Grijalbo (ISBN 968-419-600-8) (1988)
- México Rumbo a México
- De Puebla los Fulgores (ISBN 968-6321-38-1; 1995; Océano)
- Soneto 1990 (novela)
- "Walt Whitman. Racista, imperialista, antimexicano" - (Nobles temas y bellas letras, Colección Málaga, S. A. México, 1971)